# 泡沫の夏
『泡沫の夏』（うたかたのなつ、原題：泡沫之夏）は2010年台湾、中国大陸共同制作のテレビドラマ。
日本では2011年5月16日から2011年10月31日までDATVで放送され、後にBSジャパン、TOKYO MX、アジアドラマチックTVにて放送された。

## エピソード・サブタイトル
全24話
| 各話   | サブタイトル         | 放送日         |
| ------ | -------------------- | -------------- |
| 第1話  | 運命の3人            | 2011年5月16日  |
| 第2話  | 芸能界での再会       | 2011年5月23日  |
| 第3話  | 愛し合う運命         | 2011年5月30日  |
| 第4話  | 似たもの同士         | 2011年6月6日   |
| 第5話  | それぞれの思い       | 2011年6月13日  |
| 第6話  | 惹かれあう2人        | 2011年6月20日  |
| 第7話  | 合鍵                 | 2011年6月27日  |
| 第8話  | 思い出したくない過去 | 2011年7月4日   |
| 第9話  | つかの間の幸せ       | 2011年7月11日  |
| 第10話 | 募る不安             | 2011年7月18日  |
| 第11話 | 恋人宣言             | 2011年7月25日  |
| 第12話 | 幼き日の記憶         | 2011年8月1日   |
| 第13話 | 駆け引き             | 2011年8月8日   |
| 第14話 | 歪み始めた幸せ       | 2011年8月22日  |
| 第15話 | 取り引き条件         | 2011年8月29日  |
| 第16話 | 恋愛より大切なもの   | 2011年9月5日   |
| 第17話 | 隠されていた真実     | 2011年9月12日  |
| 第18話 | 揺れる心             | 2011年9月19日  |
| 第19話 | 天罰                 | 2011年9月26日  |
| 第20話 | 孤独との決別         | 2011年10月3日  |
| 第21話 | 澄の望み             | 2011年10月10日 |
| 第22話 | 残された声           | 2011年10月17日 |
| 第23話 | 新しい命             | 2011年10月24日 |
| 第24話 | 真実の愛             | 2011年10月31日 |

## キャスト（初回作・台湾版）
| 役名                          | 俳優名                               | 役柄 |
| ----------------------------- | ------------------------------------ | --- |
| イン・シャーモー （尹夏沫）   | 徐熙媛 （バービィー・スー）          | 孤児、弟のチェンと一緒に養父母に育てられた。 サン芸能所属                                                                                          |
| オウ・チェン （歐辰）         | 何潤東 （ピーター・ホー）            | 歐グループの御曹司、事故で記憶を失った |
| ルオ・シー （洛煕）           | 黄暁明 （ホァン・シャオミン）        | 孤児、高校生のときにシャーモーと同じ養父母に引き取られたが、 シャーモーと引き離すために留学させられ、その後スターになる。 スタープロダクション所属 |
| イン・チェン （尹澄）         | 沈建宏 （クリス・シェン）            | 病弱なシャーモーの弟、絵を書くのが得意 |
| ジャン・チェンエン （江珍恩） | 房思瑜 （セレナ・ファン）            | シャーモーのマネージャー、シャーモーの高校・大学の同級生                                                                                           |
| シー・モン （西蒙）           | 張國柱 （チャン・グオチュー）        | 歐家の執事 |
| シャー・インボー （夏英柏）   | 劉錫明 （カンティー・ラウ）          | スタープロダクションの社長、オウ・チェン、イン・チェンの父                                                                                         |
| パン・ナン （潘楠）           | 柯奐如 （クリスティン・クー）        | サン芸能所属の新人、ウェイアンのいとこ |
| ヤオ・シューアル （姚淑兒）   | 劉書婷 （リウ・シューチン）          | サン芸能所属のタレント、シャーモーの大学の同級生                                                                                                   |
| シェン・チアン （沈薔）       | 林嘉綺 （パティーナ・リン）          | スタープロダクション所属 |
| ウェイアン （薇安）           | 蒋怡 （ココ・チャン）                | サン芸能所属の人気歌手 |
| オウ・シンヤー （歐星亞）     | 李毓芬 （ティア・リー、Dream Girls） | オウ・チェンの母、オウ・チェンが幼いときに自殺 |
| ツァイニー （采尼）           | 林美秀 （リン・メイシュウ）          | サン芸能の広報部長 |
| ジャム （Jam）                | 張克帆 （ジョナサン・チャン）        | サン芸能のやり手のマネージャー |

## スタッフ
- 監督 - 江豐宏（ジャン・フォンホン）、張博昱（チャン・ボーユ）
- プロデューサー - 何潤東（ピーター・ホー）
- 原作 - 明暁渓（ミン・シャオシー）
- 脚本 - 林其樂（リン・チーラー）

## 主題歌
オープニングテーマ
- 『我記得我愛過』

歌 - 何潤東（ピーター・ホー）
エンディングテーマ
- 『鑽石』

歌 - 徐熙媛（バービィー・スー）

## ソフトウェア

### DVD
販売元：アミューズソフトエンタテインメント
- 「泡沫の夏 DVD-SET 1」（2011年9月2日）
- 「泡沫の夏 DVD-SET 2」（2011年10月5日）

## 日本国内放送局
| 放送地域 | 放送局     | 放送期間                      | 放送日時                                                              | 放送系列 |
| -------- | ---------- | ----------------------------- | --------------------------------------------------------------------- | -------- |
| 日本全域 | DATV       | 2011年5月16日 - 10月31日      | 毎週月曜 23時00分 - 24時00分                                          | CS放送   |
| 日本全域 | BSジャパン | 2011年9月15日 - 2012年3月15日 | 〜3話 毎週木曜 18時50分 - 19時45分 4話〜 毎週木曜 19時00分 - 20時00分 | BS放送   |